# Ajax (seriefigur)
Ajax är ett namn på två seriefigurer från Marvel Comics. Ena figuren är en halvgud och den andra är legosoldat samt skurk till Deadpool.